# Parafia pw. Podwyższenia Krzyża Świętego w Kamiennej Górze
Parafia pw. Podwyższenia Krzyża Świętego w Kamiennej Górze – nieczynna od 2023 roku starokatolicka placówka parafialna, będąca pod jurysdykcją Narodowego Kościoła Katolickiego.

## Historia
Od końca XIX wieku w Kamiennej Górze działała parafia Kościoła Starokatolickiego w Niemczech, która w wyniku zmiany granic z 1945 została zlikwidowana. Parafia dysponowała prawdopodobnie dwoma kościołami, z których obecnie jeden pełni funkcję kościoła parafii rzymskokatolickiej pw. Świętych Apostołów Piotra i Pawła. Jest to budowla w typowym dla starokatolików niderlandzkim stylu budowania; nad głównym wejściem znajduje się portyk z mozaiką przedstawiającą Chrystusa Króla, niemal identyczna z mozaiką nad wejściem do katedry Starokatolickiej w Utrechcie. Drugi budynek sakralny został przejęty przez Skarb Państwa i obecnie pełni funkcję sali gimnastycznej przy Liceum Ogólnokształcącym w Kamiennej Górze.
Parafia Miłosierdzia Bożego w Kamiennej Górze została erygowana decyzją bp. Marka Kordzika w dniu 16 grudnia 2009, jako druga (po Wojcieszowie) misyjna placówka Kościoła Starokatolickiego w regionie dolnośląskim. Jej proboszczem został mianowany ks. Stanisław Będzieszak. 8 sierpnia 2011 na mocy dekretu bp. Marka Kordzika nastąpiło włączenie w struktury parafii Miłosierdzia Bożego powstałych zaledwie kilka miesięcy wcześniej (3 kwietnia 2011) Parafii Najświętszego Serca Pana Jezusa w Lubawce (ul. Szymrychowska 23) i Parafii Najświętszej Maryi Panny Matki Kościoła w Kamiennej Górze (ul. Jeleniogórska 33/8 z kaplicą w Ptaszkowie). W praktyce msze św. w drugiej z likwidowanych parafii nie były sprawowane ze względu na remont generalny obiektu, a wierni uczestniczyli w życiu liturgicznym parafii przy ul. Okrzei. Z kolei zlikwidowana parafia w Lubawce składała się w dużej części z wiernych polskokatolickiej parafii Matki Bożej Wniebowziętej w Lubawce, która nie prowadziła już wówczas życia liturgicznego. Parafia ta została reaktywowana i znajduje się w jurysdykcji Polskiego Narodowego Katolickiego Kościoła.
W latach 2012–2017 parafia Miłosierdzia Bożego w Kamiennej Górze ze względu na problemy personalne proboszcza z władzami Kościołów dwukrotnie zmieniała przynależność konfesyjną przechodząc pod jurysdykcję w latach 2013–2014 Katolickiego Kościoła Narodowego w Polsce, a w latach 2014–2017 pod Polskiego Narodowego Katolickiego Kościoła w RP. Z dniem 1 października 2015 nowym administratorem parafii został mianowany ks. mgr Daniel Makowski. W kwietniu 2017 roku parafia wraz ze swoim proboszczem powróciła pod jurysdykcję Kościoła Starokatolickiego w RP.  
W sierpniu 2019 r. parafia odłączyła się od Kościoła Starokatolickiego w RP. W tym samym czasie proboszcz parafii, ks. Daniel Makowski, został inkardynowany do Odrodzonego Kościoła Starokatolickiego.
W lutym 2022 roku parafia odłączyła się od Odrodzonego Kościoła Starokatolickiego i przeszła pod jurysdykcję Narodowego Kościoła Katolickiego.
Od maja 2023 roku, pełniącym obowiązki proboszcza parafii w Kamiennej Górze był ks. mgr Tomasz Jedynak.

## Eksmisja z lokalu i zakończenie działalności
Parafia Narodowego Kościoła Katolickiego pw. Podwyższenia Krzyża Świętego w Kamiennej Górze funkcjonowała w lokalu przy ul. Okrzei, należącym do miasta. Pomieszczenia były nieodpłatnie udostępnione na cele religijne, pod warunkiem zgłoszenia obiektu do rejestru obiektów wykorzystywanych na cele religijne.
Od 2014 roku proboszcz parafii, mimo wielokrotnych wezwań, nie dopełnił wymaganego zgłoszenia. W wyniku braku formalności miasto wszczęło procedurę eksmisyjną.
Po eksmisji, która zakończyła się w 2023 roku, lokal został odzyskany przez miasto. Wierni złożyli petycję do burmistrza Kamiennej Góry, prosząc o zachowanie kaplicy dla Narodowego Kościoła Katolickiego, jednak decyzja o przyszłości lokalu nie została podjęta. W międzyczasie parafia została zamknięta, a działalność religijna w tym miejscu zakończona.

## Działalność charytatywna
Przy parafii działała od 6 maja 2019 roku Fundacja Chleb Świętego Antoniego. Prezesem fundacji był ks. Daniel Makowski. Działalność fundacji skupia się na niesieniu pomocy osobom ubogim, bezdomnym, starszym i samotnym. Fundacja między innymi przygotowywała paczki świąteczne dla ludzi bezdomnych, ubogich oraz dzieci z rodzin zagrożonych i wykluczonych społecznie na święta wielkanocne oraz Bożego Narodzenia.